# Южный (Липецкая область)
Ю́жный — посёлок в Воловском районе Липецкой области России. Входит в состав Верхнечесноченского сельсовета.

## География
Посёлок находится в юго-западной части Липецкой области, в лесостепной зоне, в пределах восточных отрогов Среднерусской возвышенности, на левом берегу ручья Чесночный (приток реки Олым), на расстоянии примерно 14 км (по прямой) к юго-востоку от села Волово, административного центра района. Абсолютная высота — 181 м над уровнем моря.
Климат
Климат умеренно континентальный с теплым летом и умеренно морозной зимой.
Часовой пояс
Посёлок Южный, как и вся Липецкая область, находится в часовой зоне МСК (московское время). Смещение применяемого времени относительно UTC составляет +3:00.

## Население
| 2010 | 2012 |
| ---- | ---- |
| 116  | ↗120 |

Гендерный состав
По данным Всероссийской переписи населения 2010 года, в гендерной структуре населения мужчины составляли 50,9 %, женщины — соответственно 49,1 %.
Национальный состав
Согласно результатам переписи 2002 года, в национальной структуре населения русские составляли 95 %.

## Улицы
Уличная сеть посёлка состоит из двух улиц (ул. Молодёжная и ул. Солнечная).